# Богданов, Юрий Борисович
Юрий Борисович Богданов (15 июля 1927, Ленинград — 4 декабря 2014, Санкт-Петербург) — советский и российский дирижёр; педагог, профессор (1987), заслуженный деятель искусств РСФСР (1980).

## Биография
Окончил Ленинградскую государственную консерваторию им. Н. А. Римского-Корсакова; ученик И. А. Мусина.
Участник Великой Отечественной войны.
В 1953—1978 гг. — дирижёр Ленинградского Малого театра оперы и балета им. М. П. Мусоргского.
Одновременно в 1971—2012 гг. — заведующий кафедрой оркестрового дирижирования Ленинградского института культуры им. Н. К. Крупской; с 2012 г. — профессор кафедры. Преподавал также в Ленинградской консерватории. Автор книги «Дневники по памяти (осколки воспоминаний)» (СПб, «Композитор Санкт-Петербург», 2013. — 196с., ил.), а также ряда статей по теории и практике дирижирования, обучения дирижёрскому искусству.
В 2013 году награждён Благодарностью Законодательного Собрания Санкт-Петербурга.
Похоронен на Красненьком кладбище Санкт-Петербурга.

## Творчество
В 1961—1965 годах дирижировал балетами и в концертах в Австралии, Египте, Израиле и Новой Зеландии.
Сотрудничал с Мариинским театром, Заслуженным коллективом республики Академическим симфоническим оркестром Ленинградской филармонии, оркестром русских народных инструментов им. В. Андреева.
На «Ленфильме» с различными оркестрами продирижировал музыкой к 80 фильмам.
В репертуаре — свыше 60 музыкально-сценических произведений, в том числе:
оперы
- «Эсмеральда» Даргомыжского (впервые поставлена)
- «Бесприданница» Д. Френкеля
- «Золотой петушок» Н. Римского-Корсакова

балеты
- «Лебединое озеро» П. И. Чайковского
- «Жизель»
- «Коппелия»
- «Арлекинада»
- «Привал кавалерии»
- «Пахита»
- «Болеро»
- «Барышня и хулиган»
- «Аистёнок»
- «Сказка о попе и о работнике его Балде»
- «Накануне» И. Шварца (также постановщик)
- «Три мушкетёра» В. Баснера (также постановщик)
- «Конёк-Горбунок» Р. Щедрина (также постановщик).

Руководил постановкой новых спектаклей:
- «Романтическая песнь» на музыку А. П. Петрова
- «Деревянный принц» Б. Бриттена
- «Овод» А. А. Чернова
- «Старик Хоттабыч» И. С. Симонян
- «Концерт в белом», «Размышления», «Ромео и Джульетта», «Моцартиана» — на музыку П. И. Чайковского.

### Фильмография
- 1977 — Собака на сене
- 1981 — Грибной дождь